# Colura clavigera
Colura clavigera là một loài Rêu trong họ Lejeuneaceae. Loài này được Gottsche ex Jovet-Ast mô tả khoa học đầu tiên năm 1976.